# Koven
Koven je opis za skup ili društvo religioznih po pravilu ženskog sveta koji po tradiciji obično ima 13 članova ili se prikupljaju do ovog broja aktivne veštice i predstavlja tzv. krug veštica.
Termin je u upotrebi pretežno u novopaganstvu za ljude koji skupa provode razne praktike (kao veštičarenja) i njihova religiozna usmerenja. Slovo "koven" je odvođeno iz latinskog "convenere", što zmači sastati se.
Svrha kovena jeste da je snaga u brojevima. Udružene duhovne moći članova mogu da postignu mnogo više nego kada osoba radi sama. Koven donosi društvo, međusobno zadovoljstvo praktikovanja, prijateljstvo, i poput druge porodice je. Magijske operacije izvođene od strane jedne grupe će često izvanredno uspeti, dok pojedinačni rad može postići samo neznatan uspeh. Na čelu kovena stoji sveštenik ili sveštenica koji bi trebalo da ga vode. Vodi po nekim tradicionalnim pravilima ima svoje zakone, i tajne. 

## Literatura
- Margot Adler (2006) Drawing Down the Moon (book). Penguin Books.
- Miriam Simos (1999) The Spiral Dance. San Francisco: Harper.
- Janet and Stuart Farrar (1996) A Witches' Bible: The Complete Witches Handbook. Phoenix Publishing.

## Spoljašnje veze
- List of Covens by Location at Witchvox
- Online Covens supported by SpellsOfMagic
- Choosing a Coven by Judy Harrow
- Choosing a Coven (advice on) by Lisa Mc Sherry